# EDP Renováveis
A EDP Renováveis é uma empresa subsidiária do grupo português EDP, que opera no domínio das energias renováveis. A sede central é em Madrid, Espanha.
A EDP Renováveis é líder mundial no sector das energias renováveis, sendo a terceira empresa mundial em energias renováveis (após a Iberdrola Renovables e a NextEra Energy Resources) e o segundo maior operador em energia eólica no mundo (após a Iberdrola Renovables).
A empresa possui as subsidiárias EDPR Europe que opera em vários países europeus e EDPR North America, que opera nos Estados Unidos. Tem operações no Texas e Iowa, Estados Unidos.
A EDPR foi criada em 2007 para manter e operar os activos crescentes em energia renovável da empresa matriz Energias de Portugal (EDP Group), a maior empresa portuguesa de serviços públicos de consumo.
Actualmente, as actividades da EDPR incluem parques eólicos e, em menor extensão, actividades de energia mini-hídrica. A empresa também explora oportunidades em outras tecnologias de energia renovável.

## Geografia
A EDPR opera em três regiões geográficas amplas: Europa, América do Norte e América do Sul. Actualmente possui e opera mais de 180 parques eólicos em Espanha, Portugal, França, Bélgica, Polónia, Roménia, Estados Unidos e Brasil. Tem também vários projectos eólicos em distintas etapas de desenvolvimento e construção na Itália, Canadá e Reino Unido. No primeiro trimestre de 2011, a EDPR tinha 850 funcionários de 16 nacionalidades nos seus 42 escritórios internacionais.

## Estrutura accionista
O capital social da EDP Renováveis em 30 de junho de 2023 era de cerca de 5.119.890.505 €, dividido em 1.023.978.101 ações, repartidos aproximadamente da seguinte forma:
 Atualizado em 30 de junho de 2023
| Entidade                         | N.º de acções | % de capital |
| -------------------------------- | ------------- | ------------ |
| EDP - Energias de Portugal, S.A. | 729.793.922   | 71,27%       |
| GIC Private Limited              | 43.521.069    | 4,25%        |
| BlackRock Inc.                   | 31.378.076    | 3,06%        |

## Crescimento
A EDPR é, mundialmente, a terceira maior em produção de energia eólica com base na capacidade instalada e encontra-se regularmente classificada entre as três primeiras empresas em termos de crescimento no sector.
A potência bruta instalada da EDPR aumentou 20% ou 1,1 GW anualmente até alcançar 6,7 GW em 2010, dando-lhe uma taxa composta anual de crescimento de mais de 47% entre 2006 e 2010.
A EDPR indica que pretende continuar o rápido crescimento com 31 GW de projectos em desenvolvimento.
Até hoje, a EDPR tem focado os seus esforços na energia eólica onshore (em terra). No entanto, com o fim de assegurar um desenvolvimento a longo prazo, a EDPR examina novas oportunidades e segue de perto os avanços tecnológicos e mudanças regulatórias em outras tecnologias renováveis tal como a energia heliotérmica, a energia eólica offshore (em mar aberto) e a energia ondomotríz. Além disso, a empresa continua a trabalhar em projectos de investigação e desenvolvimento para melhorar a produção e eficiência dos seus parques eólicos.

## Subsidiárias
- Horizon Wind Energy